# Stoneham (Maine)
Pour les articles homonymes, voir Stoneham (homonymie).
Stoneham est une ville américaine située dans le Comté d'Oxford, dans le Maine. Selon le recensement de 2020, sa population est de 236 habitants.